# Jalna
Jalna är en stad i delstaten Maharashtra i västra Indien. Den är administrativ huvudort för distriktet Jalna och hade 285 577 invånare vid folkräkningen 2011.